# La Artiga de Lin
La Artiga de Lin (en occitano Era Artiga de Lin) es un lugar de importancia comunitaria español situado en la provincia de Lérida, Cataluña. Se trata de una zona montañosa con un máximo de 2600 m de altitud situada en los municipios de Las Bordas y Viella, en el Valle de Arán.
El espacio natural de La Artiga de Lin está protegido por el Plan de Espacios de Interés Natural (PEIN) de la Generalidad de Cataluña mediante el Decreto 328/1992 Este y fue declarado por primera vez como lugar de importancia comunitaria (LIC) y como Zona de especial protección para las aves (ZEPA) en 2003 y, posteriormente, fue ampliado como espacio Natura 2000 -únicamenete el espacio ZEPA- mediante el Acuerdo del Gobierno 112/2009 de 16 de junio, que aprueba la red Natura 2000 en Cataluña.

## Biodiversidad
La función principal de los espacios naturales protegidos de Cataluña es conservar muestras representativas de la fauna, la flora y los hábitats propios del territorio, de forma que se puedan desarrollar los procesos ecológicos que dan lugar a la biodiversidad -la amplia variedad de ecosistemas y seres vivos: animales, plantas, sus hábitats y sus genes-.
El espacio es un representante excelente de la riqueza en biodiversidad presente en el extremo más occidental del Pirineo catalán, con bosques bien conformados y unas comunidades faunísticas de montaña y subalpinos muy interesantes. Contiene extensas áreas supraforestales y forestales; y disfruta de una riqueza faunística el primer exponente es el oso pardo.

### Vegetación y flora
Vegetación y flora
El bajo valle de la Artiga de Lin, abierto a las vertientes atlánticas, presenta todavía la zona típica de estas montañas, con un paisaje típico del Bajo Aran: robledales acidófilos de roble pubescente y roble albar, hayedos y eléboro, bosques mixtos de caducifolios, abetales, saucedas subalpinas, etc. Algunas de estas formaciones forestales son las representantes más lozanas de toda Cataluña. Las cimas culminantes forman una característica alineación norte-sur que cierra el valle y corresponde ya a extensas áreas supra-forestales propias del país de los prados alpinos. En varias comunidades vegetales cabe mencionar la riqueza de la flora criptógama, especialmente por la abundancia de epífitos muscinal y la representatividad y diversidad de especies atlánticas de hongos.

### Fauna
Los sistemas naturales de la Artiga de Lin se caracterizan por la excepcional diversidad y riqueza de su fauna. Gran parte de la fauna aranesa queda bien representada, como se desprende del hecho de que el oso pardo todavía viva eventualmente. Los elementos de la fauna alpina y subalpina están muy bien representados, así como los asociados a las formaciones de carácter atlántico, con una fauna de características medioeuropeas y, incluso, algunos elementos mediterráneos. Desde el punto de vista de los micromamíferos, como cualquier otro arroyo tributario del Garona, son también importantes los hábitats acuáticos, como la musaraña pirenaica de agua. En los prados subalpinos se pueden encontrar roedores muy singulares, como la rata topera.
Determinadas especies como, por ejemplo, el urogallo, viven en bosques de caducifolios, lo extraordinariamente raro en otros puntos de los Pirineos. Otras especies forestales de interés son, por ejemplo, el mochuelo boreal (Aegolius funereus). En las zonas subalpinas culminales también se puede encontrar la perdiz pardilla (Perdix perdix).
Por su diversidad o singularidad es de un gran interés la fauna invertebrada y, en concreto, los artrópodos que presentan en este Espacio una de las áreas con más diversidad del Pirineo Central. Así, se encuentra varias especies de heterópteros, muy raras en el resto de Cataluña y en la península ibérica y numerosas especies pirenaicas de moluscos, muy raras en nuestro territorio.

## Medio físico
El lugar está formado por un valle cerrado por todos lados y únicamente abierto al norte con un relieve quebrado y con fuertes pendientes, aquí es donde el río Joèu que da forma al valle desemboca en el río Garona cerca de la población de Las Bordas. Por su situación geográfica y orientación, este valle hace de transición entre Bajo Arán y Alto Arán. La cabecera y las partes más elevadas de este Espacio entran en contacto con las próximas Montañas Malditas, que constituye un paisaje típico de la alta montaña del Pirineo Central, mientras que las partes bajas del valle son un buen ejemplo típico del paisaje del Bajo Arán. Hay que reseñar la gran importancia de los procesos de geodinámica fluvial y cárstica que experimentan los numerosos torrentes y arroyos del valle. Entre los más significativos, se encuentra el sistema cárstico de «Aigualluts-Ulls d'Eth Joèu» -catalogado como geotopo de interés-. Este sistema es el responsable de un importante trasvase de aguas de la vertiente mediterránea en la vertiente atlántica, que constituye el aporte hídrico más importante de la cabecera del río Garona.

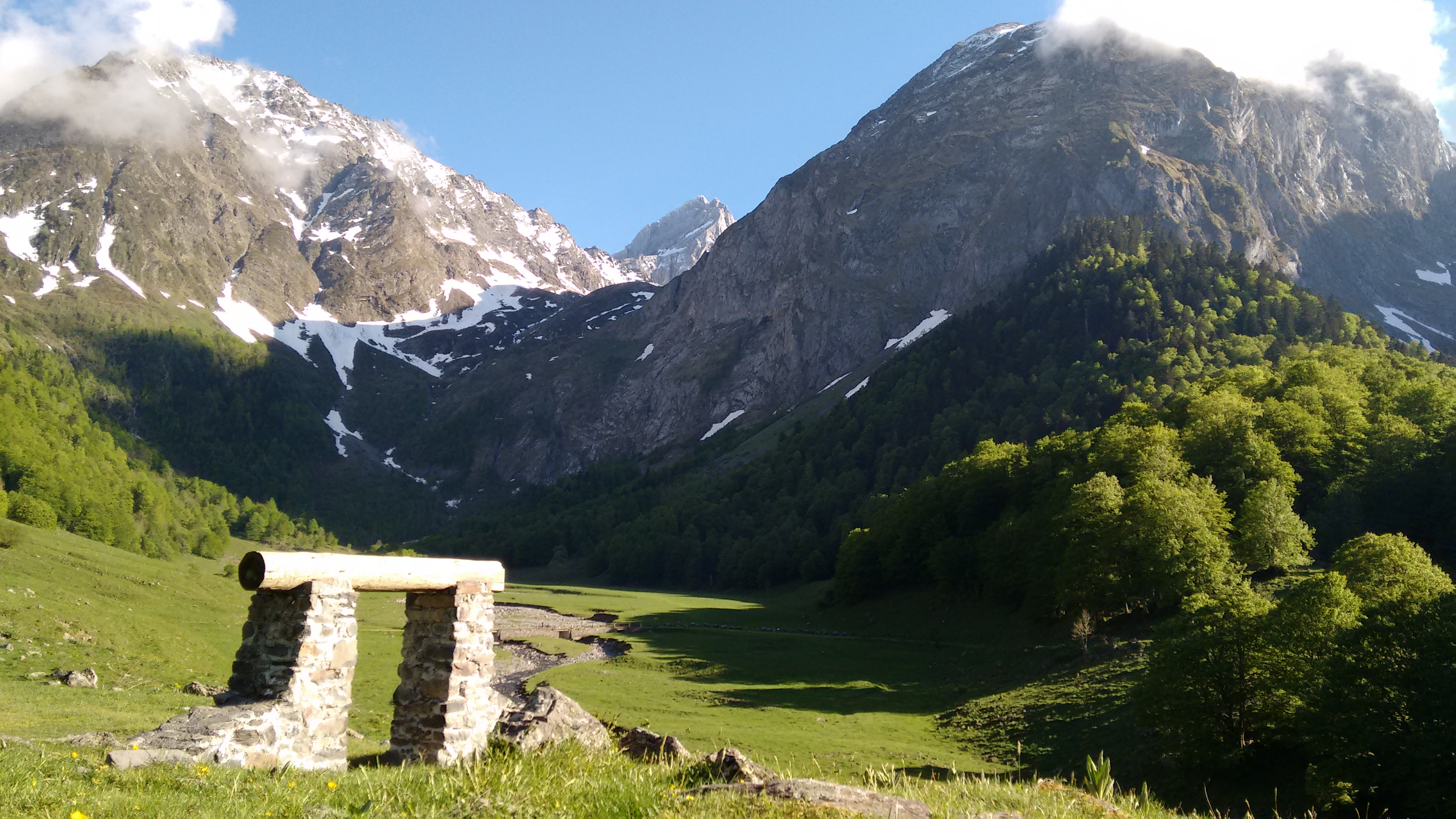
Valle de Artiga de Lin
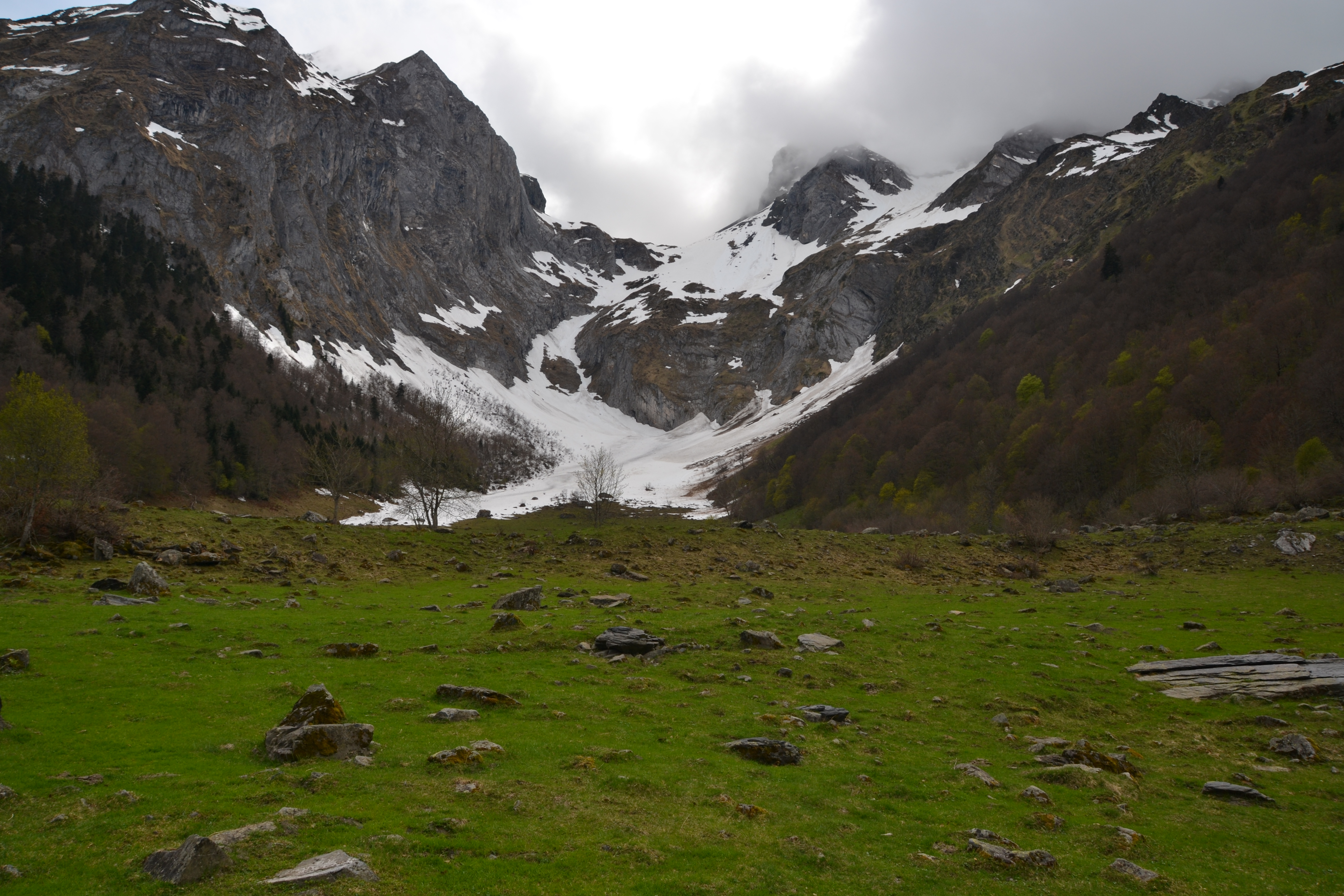
Còth deth Hòro en Artiga de Lin
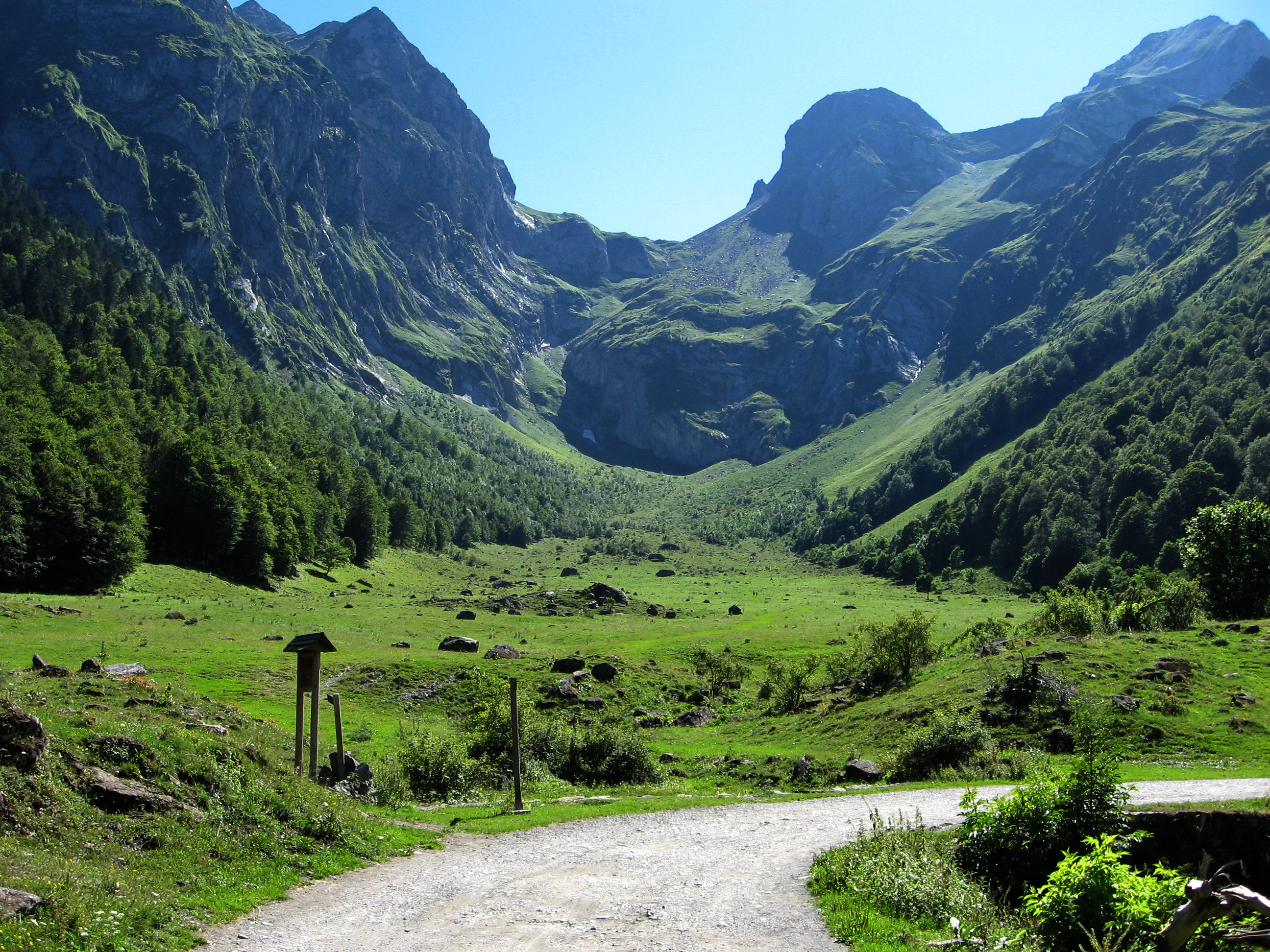
La Artiga de Lin y el Portillon

Los procesos glaciares y periglaciares han tenido mucha importancia en el modelado del relieve. El valle de la Artiga de Lin, de origen glaciar con característico perfil en "U", se prolonga por debajo de los antiguos circos glaciares.
ImpactoSe produce una fuerte afluencia turística en el refugio de Artiga de Lin y alrededores, sobre todo en verano, que puede producir ciertas molestias a la fauna. Esta afluencia turística es muy intensa y está concentrada en lugares concretos.
Vulnerabilidad naturalEn algunas áreas localizadas hay cierto riesgo geológico, que se centra, principalmente, en el curso del río Joeu, con fenómenos de diversa magnitud. No hay que olvidar la extremada fragilidad de la fauna, sobre todo en el caso de los grandes mamíferos, así como de la vegetación, particularmente la de las riberas y bordes de los arroyos.

## Aspectos socioeconómicos
En este Espacio tienen lugar aprovechamientos silvícolas, así como de los prados y los pastos de las partes altas -vaca parda de los Pirineos y oveja Tarascon aranesa-. Los usos turísticos y recreativos también son destacables, sobre todo los meses de verano. También se llevan a cabo aprovechamientos hidroeléctricos en este Espacio natural protegido -canalización forzada de agua hasta Benós-. Hay un camino de acceso al refugio de Artiga de Lin, así como varias pistas forestales que acceden al bosque.
Reserva Nacional de Caza y zonas de caza controlada
- Zona de Caza Controlada - superficie: 94,51%
- Catálogo de utilidad pública: El 32,36% de la superficie figura en el Catálogo de Montes de Utilidad Pública (CUP) o tiene algún tipo de convenio con ayuntamientos o particulares.

Usos del suelo
- Vegetación arbustiva y herbácea - 50,23%
- Bosques - 30,54%
- Rocas, glaciares, cuevas - 19,10%
- Aguas continentales - 0,13%[5]